# Provincia di Capinota
La provincia di Capinota è una delle 16 province del dipartimento di Cochabamba, nella parte centrale della Bolivia. Il capoluogo è Capinota.
Secondo il censimento del 2001 possedeva una popolazione di 25.582 abitanti.

## Geografia antropica

### Suddivisioni amministrative
La provincia comprende 3 comuni:
- Capinota
- Santiváñez
- Sicaya